# كريس سنكلير
كريس سنكلير (بالإنجليزية: Chris Sinclair)‏ (11 نوفمبر 1970 بشفيلد في المملكة المتحدة - ) هو مدرب كرة قدم ولاعب كرة قدم بريطاني في مركز جناح. لعب مع دونفرملين أثلتيك ونادي ألبيون روفرز ونادي ليفينغستون لكرة القدم.

## وصلات خارجية
- كريس سنكلير على موقع قاعدة بيانات كرة القدم.إي يو (الإنجليزية)